# エドワード・デボノ
エドワード・デボノ（Edward de Bono、1933年5月19日 - 2021年6月9日 ）は、マルタの医師、心理学者、作家、発明家、コンサルタント。彼は水平思考の考え方を発明し、学校の科目として思考の仕方を教える事を提唱している人物である。日本語での姓の表記は、「デボノ」と「デ・ボノ」が混在している。

## 批評
デボノの著作に対する批評のうち、彼の提案を支える論拠の欠如に力点をおいたものには次のふたつがある。
1. 『Handbook of Creativity』においてロバート・J. スタンバーグ（Robert Sternberg）は、「我々の見解では、創造性についての科学的研究に対して等しくダメージを与えるものであり、実用的なアプローチとでも呼ばれる懸念がある人々によって、通俗的な心得でこの研究分野を乗っ取られるものであった。このアプローチを採用した者は、主に創造性の開発に関心をもっており、創造性についてのアイデアの妥当性については二の次であったり、まったく関心が無かったりした」[7]と述べている。スタンバーグは、続けて「おそらく、このアプローチの最初の提案者はエドワード・デボノであった。彼の水平思考や創造性の他の観点からの業績は、商業的にはかなり成功したように見受けられる」[7]と述べている。
2. 『Frameworks For Thinking』は、42の通俗的な思考法のフレームワークを評価したものであり、研究者のチームによって行われたものである。（この中で）エドワード・デボノに関して、彼らは次のように書いている。「彼は自身のアプローチについて、信頼性もしくは効能を提供することよりもアイデアを開発することの有用性に関心がある。『思考能力の一般的な向上は、CoRTもしくはThinking Hatsツールを利用したトレーニングに起因しうること』を示す個別の研究証拠はある。初期のCoRTの評価は、SEN（Special Educational Needs）の生徒について顕著な便益があると報告している…。しかし、より最近のオーストラリア原住民の子供についての調査（Ritchie and Edwards, 1996年）においては、創造的思考の分野以外においては一般化できる証拠はほとんど無かった」[8]という。

言語についてのデボノの見解は、心理学者（Marco Ferri, 1994年）らによって批判されてきた。デボノは言語（訳注：言葉の硬直性）を「人間成長に対する最大のバリア（訳注：障壁）」と理解しているが、Ferriは（それでは理解が）「浅い」と見なして「人間のクリティカルな判断力の欠如が、陳腐化したアイデアの伝達の原因であるように保つ必要がある」と論じている。
M. Afzalur Rahimは、デボノの1985年の著作である『Conflicts: A Better Way to Resolve them』を要約して、次のように述べている。「コンフリクトを根絶することに関して、デボノのアプローチは、古典派のアプローチと何ら変わるものではない。コンフリクトに対処するこのアプローチは、現代の思考とは完全にズレており、それゆえ不満足なものである。」

## 著書と邦訳版
- The Use of Lateral Thinking（初版）、Lateral Thinking: An Introduction（改題版）（1967年）：『水平思考の世界 - 固定観念がはずれる創造的思考法』（「水平思考」を導入）
- New Think（1967年、1968年）：『水平思考の世界 - 電算機時代の創造的思考法』
- The Five-Day Course in Thinking（1968年）：『水平思考 5日間コース』（「L game」を導入）
- The Mechanism of the Mind（1969年）：『頭脳のメカニズム - 発想の源泉はどこにあるか』
- Lateral Thinking: Creativity Step by Step（1970年）
- The Dog-Exercising Machine（1970年）
- Technology Today（1971年）
- Practical Thinking（1971年）：『デボノ式思考能力開発法 - 創造的行動への前進』
- Lateral Thinking for Management（1971年）
- Po: A Device for Successful Thinking（1972年）：『ポー - 第三の思考世界』
- Children Solve Problems（1972年、1974年再版）
- Po: Beyond Yes and No（1973年）
- Eureka!: An Illustrated History of Inventions from the Wheel to the Computer（1974年）：『発明発見小事典 - いつ, だれが, どこで…』
- Teaching Thinking（1976年）
- The Greatest Thinkers: The Thirty Minds That Shaped Our Civilization（1976年）
- Wordpower: An Illustrated Dictionary of Vital Words（1977年）：『知的用語事典 - ワード・パワーを高める本』
- The Happiness Purpose（1977年）
- Opportunities : A handbook for business opportunity search（1978年）：『会社を伸ばす発想法』
- Future Positive（1979年）
- Atlas of Management Thinking（1981年）：『図説 マネジメント・シンキング』
- De Bono's Course in Thinking（1982年）：『デボノの「思考術」講座 - "知恵"で思考を磨け』
- Learn-To-Think: Coursebook and Instructors Manual with Michael Hewitt-Gleeson de Saint-Arnaud（1982年）
- Tactics: The Art and Science of Success（1985年）
- Conflicts: A Better Way to Resolve them（1985年）
- Masterthinker's Handbook（1985年）
- Six Thinking Hats（1985年）：『6つの帽子思考法』
- I Am Right, You Are Wrong: From This to the New Renaissance: From Rock Logic to Water Logic）（1991年）：『思考革命 : 岩のロジックから水のロジックへ』（上）（下）
- Six Action Shoes（1991年）
- Handbook for the Positive Revolution（1991年）
- Serious Creativity: Using the Power of Lateral Thinking to Create New Ideas（1992年）
- Sur/Petition（1992年）
- Water Logic: The Alternative to I am right You are Wrong（1993年）
- Parallel thinking: from Socratic thinking to de Bono thinking（1994年）
- Teach Yourself How to Think（1995年）
- Textbook of Wisdom（1996年）
- How to Be More Interesting（1998年）
- Simplicity（1999年）
- New Thinking for the New Millennium（1999年）
- Why I Want To Be King of Australia（1999年）
- How to Have A Beautiful Mind（2004年）：『魅せる会話』
- Six Value Medals（2005年）
- H+ (Plus): A New Religion（2006年）
- How to Have Creative Ideas（2007年）
- Free or Unfree? : Are Americans Really Free?（2007年）
- Six Frames For Thinking About Information（2008年）
- The Love of Two Cockroaches（2009年）
- Think! Before It's Too Late（2009年）